# Josina Z. Machel
|  | No s'ha de confondre amb la política feminista de Moçambic Josina Machel.. |

Josina Ziyaya Machel (Maputo, Moçambic, abril de 1976) és una activista i defensora dels drets humans moçambiquesa. S'ha apassionat per la lluita en favor dels drets de les dones arran de l'agressió que li va fer perdre un ull el 2015.

## Biografia
Nascuda a Maputo l'abril de 1976, és filla de l'expresident de Moçambic Samora Machel i de la política i activista social moçambiquesa Graça Machel, que és va casar posteriorment amb el polític sud-africà Nelson Mandela. El seu pare va adoptar el nom de la seva primera dona, la també lluitadora feminista Josina Machel, a títol d'homenatge. La seva família doncs, és plena d'activistes lluitadors en favor dels drets humans. El seu pare va morir en un accident d'avió, que alguns consideren va ser un assassinat, quan tenia 10 anys. Arran de la relació de sa mare amb Nelson Mandela, que es transformarà més tard en un casament el 1998, va anar a viure a Àfrica del Sud, esdevenint aleshores la fillastra del president del país.
Va estudiar Sociologia i Ciències Polítiques a la Universitat de Ciutat del Cap i té un màster a la London School of Economics, també en Sociologia i Ciències Polítiques.
És supervivent de violència domèstica: després d'una celebració l'octubre de 2015, la seva parella d'aleshores, l'empresari moçambiquès Rofino Licuco, la va agredir i colpejar tan fort que li va buidar un ull. Està convertint el seu trauma personal en una lluita col·lectiva, a través del Moviment Kuhluka, que en txopi significa Renéixer. L'organització ajuda a accelerar el canvi social pel que fa a la violència masclista i a crear espais segurs per als supervivents de la violència en comunitats del sud de l'Àfrica.
El 2016, una organització sense ànim de lucre estatunidenca d'ajuda als infants orfes SOHO (Saving Orphans though Healthcare and Outreach) li va atorgar el seu "Trailblazer Award".
Josina Machel ocupa diversos càrrecs directius com al Graça Machel Trust, o el Centre de Documentació Samora Machel. També ha treballat per l'ABC Atlas Mara a Moçambic i per altres organismes internacionals, entre els quals figuren l'Emerald Group, i el Zizile Institute for Child Development.
Està a la llista de les 100 Dones de la BBC publicada el 23 de novembre de 2020.